# Arbeiter-und-Bauern-Staat
Ein Arbeiter-und-Bauern-Staat ist nach leninistischer bzw. auch nach marxistisch-leninistischer Auffassung ein Staat, in dem die Arbeiterklasse (im Klassenbündnis mit den werktätigen Bauern) über die zu enteignende Kapitalistenklasse (beziehungsweise über deren Reste nach der Enteignung) herrscht. In diesem Staat wird die Wirtschaft vergesellschaftet und staatlich geplant. Eine oft verwendete Bezeichnung dafür ist auch Arbeiter-und-Bauern-Macht (bzw. Arbeiter- und Bauernmacht) oder einfach Arbeiterstaat. In sozialistischen Staaten, wie der Deutschen Demokratischen Republik, handelte es sich um eine Eigenbezeichnung.

## Ursprüngliche Theorie Lenins
Lenin propagierte in seiner Streitschrift „Staat und Revolution“ aus dem Jahre 1918, dass der Staat „das Produkt und die Äußerung der Unversöhnlichkeit der Klassengegensätze“ ist. Er beruft sich dabei auf Karl Marx: „Nach Marx ist der Staat ein Organ der Klassenherrschaft, ein Organ der Unterdrückung der einen Klasse durch die andere, ist die Errichtung der ‚Ordnung‘, die diese Unterdrückung sanktioniert und festigt, indem sie den Konflikt der Klassen dämpft.“
Der bürgerlich-parlamentaristische Staat ist somit, nach Lenin, der Staat der Kapitalistenklasse. Dieser muss in der Revolution zerschlagen werden und durch einen neuen Staat, den Staat der Arbeiter („das als herrschende Klasse organisierte Proletariat“) ersetzt werden. Der Arbeiter-und-Bauern-Staat sei eine Übergangsphase und existiere solange, wie er für die „Diktatur des Proletariats“ (Marx) gebraucht würde. Das Hauptziel des Arbeiter-und-Bauern-Staates bestehe somit darin, die klassenlose Gesellschaft zu erreichen, d. h. den Kommunismus.
Für Lenin bedarf die Diktatur des Proletariats einer strengen Zentralisierung und eiserner Disziplin. Die „Avantgarde“, das heißt die Partei der Bolschewiki, bilde die Führung der Arbeiterklasse, die wiederum die Führung über alle Klassen bilde und vorrangig zu der „verbündeten“ Bauernklasse stehe.

### Maßnahmen
Um übermäßige Machtkonzentrationen zu verhindern, sollten zahlreiche Maßnahmen durchgeführt werden:
- Die Gehälter aller Amtspersonen im Staat sollten auf das Niveau des „Arbeiterlohnes“ reduziert werden.
- Der Staatsapparat sollte soweit vereinfacht werden, dass die „Funktionen jedem Nichtalphabeten zugänglich sind“.
- Alle beamteten Personen sollten ausnahmslos der völligen und jederzeitigen Wählbarkeit und Absetzbarkeit unterliegen.
- Staatliche Körperschaften sollten vollziehend und gesetzgebend zu gleicher Zeit sein (Aufhebung der Gewaltenteilung).

Der Arbeiter-und-Bauern-Staat lehnt den Parlamentarismus ab und ersetzt ihn durch ein sozialistisches Rätesystem, das von einer kommunistischen Partei angeführt wird. Der Arbeiterklasse wird in diesem Sozialismus, in dem sie der Produktionsmittel nicht länger beraubt sei, eine führende Rolle im gesellschaftlichen Entwicklungsprozess zugeschrieben.
Später im Kommunismus (klassenlose Gesellschaft), wenn alle Klassenunterschiede verschwunden seien, das heißt keine Klassen mehr existieren, sollte dieser Staat der Theorie nach abgestorben sein. Der Sozialismus bildet die Übergangsphase von dem Arbeiterstaat, welcher vor allem zur Verteidigung gegen den Kapitalismus der restlichen Welt notwendig ist, hin zur klassenlosen – d. h. staatenlosen – Gesellschaft. Dies sei aber nur denkbar, wenn überall auf der Welt die Arbeiterklasse die Macht hätte und eine Situation des wirtschaftlichen Überflusses bestünde.
Karl Marx plädierte dafür, Forderungen der Bauern ins politische Programm mitaufzunehmen. Im Leninismus wurde dies systematisiert, daher sprach sich Lenin aufgrund der historischen Rückständigkeit Russlands, das eher ein Agrarland statt ein entwickeltes Industrieland war, für einen „Klassenpakt“ mit der Bauernschaft aus. Dabei muss bedacht werden, dass die Klasse der Bauern zu Zeiten von Marx und später Lenin eine viel größere gesellschaftliche Relevanz hatten, als in der „ersten Welt“ des 21. Jahrhunderts. Durch die starke Industrialisierung der Landwirtschaft hat die Bauernklasse an Bedeutung verloren und ist das Klassenbündnis zum Zweck der sozialistischen Revolution keine dogmatische Notwendigkeit.

## Arbeiter-und-Bauern-Staat im Marxismus-Leninismus
Ursprünglich sollte der Arbeiter-und-Bauern-Staat nach Lenin durch das Rätesystem (Sowjets) geprägt sein, als Legitimationsgrundlage für die Herrschaft der Partei der Arbeiterklasse, den Bolschewiki. Demokratisch-zentralistisch solle nach Lenin der Aufbau der Partei sein, was auch bedeutet, dass keine Entscheidung ohne das Zentralkomitee der Partei getroffen werden soll. Nach Lenins Tod 1924 begann aber Stalin die Konzeptionen Lenins für seine persönliche Herrschaft anzupassen und stattdessen eine totalitäre Diktatur zu errichten. Ebenfalls nach Lenins Tod wurden auch Lenins Gedanken als einheitliche Systematik zusammengefasst, zum Marxismus-Leninismus. Das Einparteiensystem und das Fraktionierungsverbot innerhalb der Partei geht auf Lenin zurück. Nach 1945 wurden zahlreiche „realsozialistische“ Staaten in Europa und Asien errichtet. Nach marxistisch-leninistischer Ansicht handelte es sich hier um so genannte identitäre Demokratien („Volksdemokratie“).

### Eigenbezeichnung der DDR
Die Selbstbezeichnung der Sowjetunion und späterer realsozialistischer Länder war deswegen Arbeiter-und-Bauern-Staat; so bezeichnete sich auch die DDR seit 1952 offiziell als Arbeiter-und-Bauern-Staat. Seit den 1970er Jahren wurde Staat der Arbeiter und Bauern, Arbeiter- und Bauern-Macht und sozialistischer Staat in der offiziellen Sprache der DDR synonym verwendet. Im Artikel 1 der DDR-Verfassung war der sozialistische Staat als „politische Organisation der Werktätigen in Stadt und Land unter der Führung der Arbeiterklasse und ihrer marxistisch-leninistischen Partei“ definiert.
Auch einige Einrichtungen erhielten das „Arbeiter-und-Bauern“-Etikett: An den Hochschulen wurden seit 1949 Arbeiter-und-Bauern-Fakultäten (ABF) eingerichtet zur „Brechung des bürgerlichen Bildungsprivilegs“ durch kostenlose Vorbereitung von Kindern aus der Arbeiterklasse, die vorher nicht die Möglichkeit hatten, eine höhere Schule zu besuchen, auf die Hochschulreife. Die am 13. Mai 1963 berufene Kommission des ZK der SED und des Ministerrats zur Kontrolle der wirtschaftlichen Planvorgaben, der Einhaltung der Beschlüsse der Volkskammer und der Verordnungen des Ministerrats wurde Arbeiter-und-Bauern-Inspektion (ABI) genannt; sie sollte „der Festigung der Staatsdisziplin und der Wahrung der sozialistischen Gesetzlichkeit“ dienen.